# Vinich Chareonsiri
Vinich Chareonsiri (taj. วินิจ เจริญศิริ; ur. 10 sierpnia 1936, Prachinburi) – tajski strzelec, olimpijczyk. 
Brał udział w igrzyskach olimpijskich w 1968 (Meksyk). Wystąpił wówczas w strzelaniu z karabinu małokalibrowego w trzech pozycjach z odl. 50 metrów, w którym zajął 60. miejsce (na 62 strzelców). 

## Wyniki olimpijskie
| Igrzyska | Konkurencja                               | Wynik | Miejsce    | Źródło |
| -------- | ----------------------------------------- | --- | ---------- | ------ |
| IO 1968  | Karabin małokalibrowy, trzy postawy, 50 m | 1037 punktów W pozycji leżącej – 376 pkt. (95-95-91-95) W pozycji klęczącej – 350 pkt. (89-88-84-89) W pozycji stojącej – 311 pkt. (79-81-74-77) | 60 (na 62) | [ 1 ]  |